# Gabriel Andral

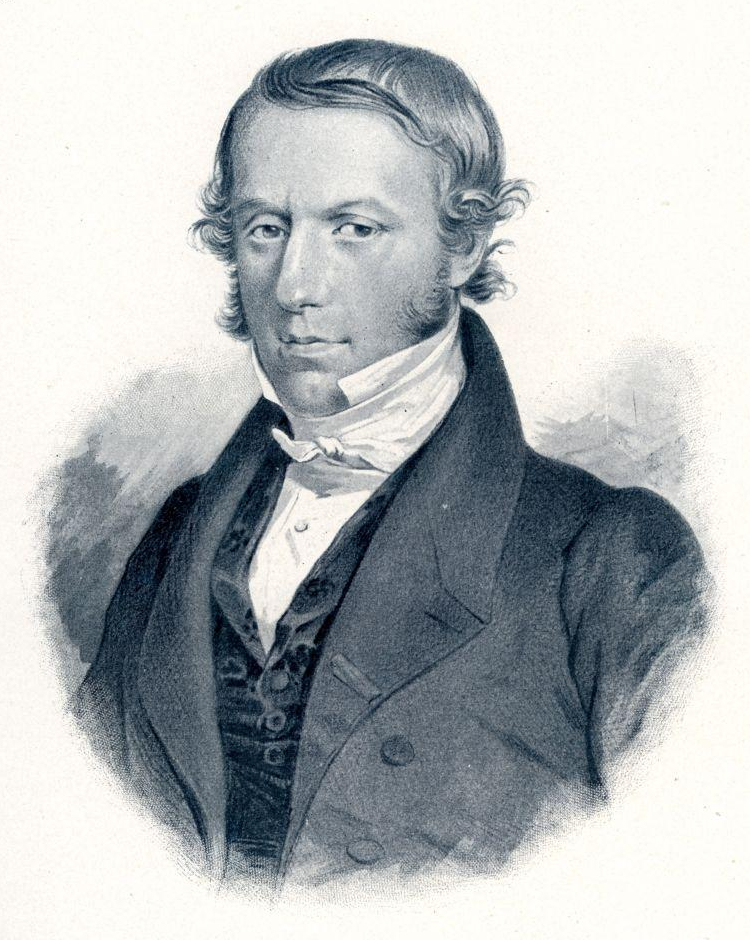
Gabriel Andral

Gabriel Andral (* 6. November 1797 in Paris; † 13. Februar 1876 in Châteauvieux) war ein französischer Mediziner, insbesondere auf den Gebieten der Pathologie, Inneren Medizin und der Hämatologe.

## Leben und Wirken
Gabriel Andral studierte in Paris, wurde 1821 promoviert und habilitierte sich 1824. Er erhielt 1828 den Lehrstuhl der Hygiene und 1830 den der Inneren Pathologie an der Pariser Universität. 1839 wurde er dort Professor der Allgemeinen Pathologie und Therapie und bis 1866 Nachfolger von François Broussais.
Seinen wissenschaftlichen und schriftstellerischen Ruf begründete er durch seine Clinique médicale (1824), in welchem er zum ersten Mal das gesamte Gebiet der Inneren Medizin in analytisch-induktiver Methode und klassischer Weise zur Darstellung brachte. Er gilt gemäß Wolfgang U. Eckart „als bedeutendster Vertreter der zweiten Generation der Pariser Schule der Klinischen Medizin“.
Sein Précis d’anatomie pathologique (1829) war das erste Werk zur allgemeinen pathologischen Anatomie, welches überhaupt erschien.
In seinem Essai d’hématologie pathologique (1843) suchte er durch experimentellen Nachweis pathogenetischer Veränderungen im Blut der Humoralpathologie eine neue Gestalt zu geben. Seit 1843 war er Mitglied der Académie des sciences in Paris. 1849 wurde er in die American Academy of Arts and Sciences gewählt, 1852 zum Mitglied der Gelehrtenakademie Leopoldina.

## Schriften
- Clinique médicale. 3 Bände. Paris 1823–1827; 4. Auflage 1840 (5 Bände); deutsch von Flies, Quedlinburg 1842–1845 (5 Bände).
- Précis d’anatomie pathologique. 3 Bände. Paris 1829; deutsch von Becker, Leipzig 1829-1830 (2 Teile).
- Clinique Médicale ou Choix d’Observations à l’Hôpital de la Charité (Clinique de M. Lerminier). 5 Bände. Gabon (D. Cavellin pour le tome 5), Paris/Montpellier 1829–1833.
- Essai d’hématologie pathologique. Paris 1843; deutsch von Herzog, Leipzig 1844.
- Cours de pathologie interne. 2. Auflage. Paris 1848; deutsch von Unger, Berlin 1836–1838 (3 Bände).
- mit Gavarret und Delafond: Recherches sur les modifications de proportion de quelques principes du sang.; deutsch von Walther, Nördlingen 1842.